# Виховання крихітки
«Виховання крихітки» (англ. Bringing Up Baby) — ексцентрична кінокомедія режисера Говарда Гоукса, яка вийшла у 1938 році.

## Сюжет
Палеонтолог Девід Гакслі вже чотири роки збирає скелет бронтозавра. Скоро також має відбутися весілля Девіда зі сканда́льною Алісою Сволов, та ще він має справити враження на заможну місис Рендом, яка збирається пожертвувати мільйон доларів на музей.
За день до весілля Девід знайомиться з Сюзанною Венс, яка виявляється племінницею місис Рендом. Сюзанна вирішила, що Девід скорі́ше за все зоолог, ніж палеонтолог, та з радістю запрошує його до свого заміського будинку в Коннектикуті, щоб він допоміг їй піклуватися про Крихітку — ручного леопарда, якого їй прислав брат з Бразилії. Складнощі виникають, коли Сюзанна вирішує, що закохалася, і намагається утримати Девіда у своєму будинку якомога довше, щоб перешкодити його одруженню.
Тим часом собака Сюзанни Джордж краде і закопує останню кістку для скелета бронтозавра. Крихітка втікає, так само як і Джордж, Сюзанна і Девід йдуть їх шукати …

## У ролях
- Кетрін Гепберн — Сюзанна Венс
- Кері Грант — доктор Девід Гакслі
- Чарльз Рагглз — майор Горес Епплгейт, мисливець на велику дичину
- Волтер Кетлетт — констебль Слокум
- Баррі Фіцджеральд — Алоизіус Гогарті, садівник
- Мей Робсон — Елізабет Рендом, тітка Сюзанни
- Фріц Фельд — лікар Фриц Леман

## Нагороди
- У 1990 році фільм був включений у Національний реєстр фільмів Бібліотеки Конгресу США.
- Списки Американського інституту кіно:
  - 100 найкращих фільмів (1997) — 97-ме місце; (2007) — 88-ме місце
  - 100 найсмішніших фільмів — 14-те місце
  - 100 найкращих фільмів про кохання — 51-ше місце